# Erbaa (district)
Erbaa is een Turks district in de provincie Tokat en telt 95.658 inwoners (2007). Het district heeft een oppervlakte van 1179,4 km². Hoofdplaats is Erbaa.
De bevolkingsontwikkeling van het district is weergegeven in onderstaande tabel.
| 1997   | 2000    | 2007   |
| ------ | ------- | ------ |
| 99.765 | 100.586 | 95.658 |